# Consul fabius
Consul fabius (denominada, em português, José-Maria-de-Cauda e, em inglês, Tiger-striped Leafwing) é uma borboleta neotropical da família Nymphalidae e subfamília Charaxinae que se encontra distribuída do México até a Argentina. Difere das outras três espécies de seu gênero (C. electra, C. excellens e C. panariste) por apresentar asas mais angulosas e de coloração característica em laranja, negro e amarelo; sendo a mais conhecida delas. Apresenta prolongamentos, como caudas terminadas em clava, no final de cada asa posterior. Vista por baixo, a borboleta apresenta o padrão de coloração típico de folha seca. Sua envergadura pode chegar a pouco mais de 7 centímetros. Foi classificada por Pieter Cramer em 1775, com a denominação de Papilio fabius, sendo a espécie-tipo do gênero Consul Hübner, [1807].

## Hábitos
Consul fabius ocorre em florestas primárias ou decíduas, em altitude que varia entre o nível do mar e cerca de 1.800 metros; sendo avistadas em trilhas ou próximas a margens de rios e de lagoas. Machos passam grande parte de seu tempo no dossel das florestas. Durante a manhã, aquecem-se com suas asas semi-abertas sobre folhas em alturas entre 5 e 15 metros acima do solo; descendo para se alimentar de frutos em fermentação, excremento, urina ou umidade do solo; podendo ser avistada junto com outras borboletas.
Fêmeas descem das copas para oviposição, podendo, por vezes, ser avistadas em baixo de folhagens com suas asas fechadas. Periodicamente elas circulam, voltando para baixo da folhagem, em clareiras de luz, procurando os locais adequados para sua cria (plantas do gênero Piper - Piperaceae, como P. tuberculatum, P. auritum e P. umbellatum). No Brasil, esta espécie pode ser encontrada em ambiente de cerrado, junto com outros Anaeini; distribuindo-se nos estados de Rio de Janeiro, São Paulo, Paraná, Santa Catarina e Rio Grande do Sul.

## Ciclo de vida
Os ovos são de um verde pálido e arredondados. Quando surge a lagarta, esta é de coloração verde, apresentando projeções espinescentes ao longo da cabeça, que possui listras enegrecidas. Passa sua vida dentro de uma folha enrolada, surgindo apenas para se alimentar. A crisálida é suavemente esverdeada, com os segmentos abdominais compactados.

## Mimetismo
De acordo com Adrian Hoskins, Consul fabius pertence a um grupo mimético conhecido por "Tiger Complex"; um grande grupo de espécies de coloração laranja e negra, com mais ou menos cores em branco e amarelo, que inclui membros de diversas famílias de Lepidoptera, incluindo Nymphalidae, Papilionidae e Riodinidae, juntamente com uma série de mariposas da família Arctiidae, Geometridae e Castniidae. Estas borboletas em laranja e negro geralmente apresentam sabores tóxicos ou desagradáveis para as aves, como resultado de uma acumulação de toxinas da alimentação larvar. Um pássaro que tenha experimentado uma ou duas destas espécies evita comer outras espécies semelhantes. Algumas destas borboletas, que são palatáveis para as aves, imitam espécies tóxicas, fazendo os pássaros pensarem que são nocivas, o que é conhecido por mimetismo batesiano.

## Subespécies
Consul fabius possui catorze subespécies descritas:
- Consul fabius fabius - Descrita por Cramer em 1775, de exemplar do Suriname.
- Consul fabius cecrops - Descrita por Doubleday em 1849, de exemplar do Equador.[15][10]
- Consul fabius albinotatus - Descrita por Butler em 1874, de exemplar da Colômbia.
- Consul fabius bogotanus - Descrita por Butler em 1874, de exemplar da Colômbia.
- Consul fabius castaneus - Descrita por Butler em 1874, de exemplar do Brasil.
- Consul fabius drurii - Descrita por Butler em 1874, de exemplar do Brasil.[16]
- Consul fabius divisus - Descrita por Butler em 1874, de exemplar do Peru.
- Consul fabius ochraceus - Descrita por Butler em 1874, de exemplar da Guiana Francesa.
- Consul fabius quadridentatus - Descrita por Butler em 1874, de exemplar da Bolívia.
- Consul fabius fulvus - Descrita por Butler em 1875, de exemplar do Peru.
- Consul fabius diffusus - Descrita por Butler em 1875, de exemplar do Equador.
- Consul fabius semifulvus - Descrita por Butler em 1875, de exemplar do Equador.
- Consul fabius fassli - Descrita por Röber em 1916, de exemplar da Colômbia.
- Consul fabius superba - Descrita por Niepelt em 1923, de exemplar da Colômbia.